# كاتي باتريك
كاتي باتريك (بالإنجليزية: Katie Patrick)‏ هي رائدة أعمال أسترالية، ولدت في 14 أكتوبر 1980.